# Dorota Gardias (pielęgniarka)
Dorota Gardias (ur. 1963) – polska pielęgniarka i działaczka związkowa, w latach 2005–2011 przewodnicząca Ogólnopolskiego Związku Zawodowego Pielęgniarek i Położnych, od 2015 przewodnicząca Forum Związków Zawodowych.

## Życiorys
Ukończyła Liceum Medyczne w Słupsku, pracowała przez pięć lat w jednym z sosnowieckich szpitali, a następnie przez kolejnych 20 lat w szpitalu specjalistycznym w Słupsku m.in. na oddziale neurologii. Podczas pracy kontynuowała naukę, kończąc studia pedagogiczne (mgr pedagogiki socjalnej i edukacji zdrowotnej), a także podyplomowe studia zarządzania w służbie zdrowia. W szpitalu powierzono jej m.in. funkcję naczelnej pielęgniarki. W 1997 wstąpiła do Ogólnopolskiego Związku Zawodowego Pielęgniarek i Położnych. Była przewodniczącą organizacji zakładowej związku. W 1998 założyła w Słupsku prywatny gabinet dla osób uzależnionych od alkoholu.
W 2005 została przewodniczącą OZZPiP, a rok później wiceprzewodniczącą centrali związkowej Forum Związków Zawodowych. W czerwcu 2007 w imieniu OZZPiP stanęła na czele protestu pielęgniarek i położnych przed Kancelarią Prezesa Rady Ministrów w Alejach Ujazdowskich w Warszawie. Pielęgniarki domagały się zwiększenia wynagrodzeń oraz nakładów na służbę zdrowia. Wraz z trzema innymi działaczkami związkowymi – Longiną Kaczmarską, Janiną Zaraś i Iwoną Borchulską przez siedem dni okupowała kancelarię premiera, jednocześnie nie uczestnicząc z pozostałymi koleżankami w głodówce z powodu cukrzycy. Z ramienia związku prowadziła negocjacje z reprezentującym stronę rządową ministrem zdrowia Zbigniewem Religą.
W wyborach samorządowych w 2002 bez powodzenia ubiegała się o mandat radnej sejmiku pomorskiego z listy koalicji SLD-UP. Należała do Socjaldemokracji Polskiej. W wyborach parlamentarnych w 2007 zrezygnowała z kandydowania z ramienia Lewicy i Demokratów, nie przyjęła także stanowiska naczelnej pielęgniarki kraju w Ministerstwie Zdrowia. 21 września 2010 zasiadła w Europejskim Komitecie Ekonomiczno-Społecznym jako reprezentantka Polski. Dołączyła do Grupy Pracowników, Sekcji Rolnictwa, Rozwoju Wsi i Środowiska Naturalnego oraz Sekcji Zatrudnienia, Spraw Społecznych i Obywatelstwa.
W 2011 zrezygnowała z kierowania związkiem zawodowym pielęgniarek i położnych, utrzymując funkcję wiceprzewodniczącej Forum Związków Zawodowych. W wyborach parlamentarnych w tym samym roku znalazła się na liście kandydatów Sojuszu Lewicy Demokratycznej do Sejmu w okręgu nr 26 (jako bezpartyjna), nie uzyskała mandatu poselskiego. W wyborach do Parlamentu Europejskiego w 2014 otwierała listę komitetu Europa Plus Twój Ruch w okręgu pomorskim, nie uzyskując mandatu posła (zdobyła 5155 głosów). W 2015 ponownie bez powodzenia wystartowała do Sejmu w okręgu gdyńskim z ramienia Zjednoczonej Lewicy.
Również w 2015 została przewodniczącą FZZ. W 2016 powołana w skład Rady Dialogu Społecznego.